# Peter Scholze
Peter Scholze (Dresden, 11 de dezembro de 1987) é um matemático alemão. É professor da Universidade de Bonn.
Foi palestrante convidado do Congresso Internacional de Matemáticos em Seul (2014) e para 2018 está convidado como palestrante plenário do Congresso Internacional de Matemáticos no Rio de Janeiro, onde recebeu em 1 de agosto a Medalha Fields.
Em 2017 Scholze foi eleito membro da Academia Leopoldina e também da Akademie der Wissenschaften und der Literatur, bem como da Academia das Ciências de Berlim.
É casado com uma matemática e tem uma filha.

## Publicações selecionadas
- Perfectoid Spaces Tese, Bonn 2011, 51 páginas
- The Langlands-Kottwitz method and deformation spaces of p-divisible groups, J. Amer. Math. Soc. 26 (2013), no. 1, 227–259
- On the cohomology of compact unitary group Shimura varieties at ramified split places Cornell University Library, recuperado 1 de Agosto de 2018 (ingles)
- The Langlands-Kottwitz approach for some simple Shimura varieties link.springer.com, recuperdao 1 de agosto de 2018 (ingles)